# John Agar
John George Agar Jr. (ur. 31 stycznia 1921 w Chicago, zm. 7 kwietnia 2002 w Burbank) – amerykański aktor. Laureat Nagrody Saturna 1981 za całokształt twórczości.

## Życiorys
Urodził się w Chicago w Illinois jako syn Lillian (z domu Rogers) i Johna George’a Agara. Miał młodszą siostrę Joyce oraz dwóch młodszych braci – Jamesa Rogera i Franka Montgomery’ego. Kształcił się w Harvard School for Boys w Chicago i Lake Forest Academy w Lake Forest w Illinois. Ukończył szkołę przygotowawczą Trinity-Pawling w Pawling w stanie Nowy Jork. W 1942, po śmierci ojca, wraz z rodziną przeprowadził się do Los Angeles.
W 1941 dołączył do United States Navy, przeszedł podstawowe szkolenie w Teksasie i trenował fizycznie w March Field w Riverside w Kalifornii. W 1943 został zwolniony ze służby w marynarce wojennej z powodu infekcji ucha, która zaburzyła jego równowagę. Następnie zaciągnął się do United States Army Air Forces. W chwili opuszczenia USAAF w 1946 był sierżantem i instruktorem wychowania fizycznego.
Debiutował na ekranie w westernie Johna Forda Fort Apache (1948) u boku Johna Wayne’a. Grał potem w filmach fantastycznonaukowych klasy B, w tym Tarantula (1955), Zemsta potwora (1955), Ludzie krety (1956), King Kong (1976) i Nocne plemię (1990).
Agar wspierał Barry’ego Goldwatera w wyborach prezydenckich w Stanach Zjednoczonych w 1964 i Ronalda Reagana w 1980.
19 września 1945 zawarł związek małżeński z aktorką Shirley Temple. Mieli córkę Lindę Susan (ur. 30 stycznia 1948). 7 grudnia 1950 doszło do rozwodu. 16 maja 1951 ożenił się z Lorettą Combs. Miał z nią dwoje dzieci, a małżeństwo to przerwała śmierć żony w roku 2000.
Zmarł 7 kwietnia 2002 w wieku 81 lat. Przyczyną jego śmierci była rozedma płuc.

## Filmografia

### Filmy
- 1948: Fort Apache jako Michael Shannon O’Rouke, drugi porucznik
- 1949: Przygoda w Baltimore jako Tom Wade
- 1949: Nosiła żółtą wstążkę jako porucznik Flint Cohill
- 1949: Piaski Iwo Jimy jako szeregowy Peter Conway
- 1949: Poślubiłam komunistę jako Don Lowry
- 1955: Tarantula jako dr Matt Hastings
- 1955: Zemsta potwora jako profesor Clete Ferguson
- 1956: Ludzie krety jako dr Roger Bentley
- 1957: Mózg z Planety Arous jako Steve March
- 1962: Ręka śmierci jako Alex Marsh
- 1965: Porywcze serce jako Dawson
- 1967: Masakra w dniu świętego Walentego jako Dion O’Banion
- 1969: Niezwyciężeni jako Christian
- 1970: Chisum jako Amos Patton
- 1971: Wielki Jake jako Bert Ryan
- 1976: King Kong jako urzędnik
- 1988: Cudowna mila jako Ivan Peters
- 1990: Stowarzyszenie umarłych dusz jako świadek Deckera
- 1990: Strach jako Leonard Scott Levy
- 1991: Doskonała panna młoda jako Gramps
- 1992: W sidłach natręta jako Stary Convict
- 1993: Worek na zwłoki jako Dr. Lang

### Seriale
- 1959: Rawhide jako Lon Grant
- 1960: Rawhide jako Mike Anderson
- 1966: Combat! jako kapitan Thorpe
- 1976: Aniołki Charliego jako pułkownik Blaylock
- 1984: Autostrada do nieba jako Morton Clay
- 1986: Strefa mroku jako Pops